# Co robimy w ukryciu
Co robimy w ukryciu (ang. What We Do in the Shadows) – komedia grozy produkcji nowozelandzkiej z 2014 roku, opowiadająca o grupie wampirów mieszkających w Wellington. Film jest fikcją udającą film dokumentalny (tzw. mockument). Scenariusz napisali, wyreżyserowali film, a także wystąpili w głównych rolach, Jemaine Clement oraz Taika Waititi. Premiera miała miejsce 19 stycznia 2014 roku na Sundance Film Festival, w kinach film pojawił się najwcześniej w Nowej Zelandii – 19 czerwca 2014 roku.
Od 2019 roku, nadawany jest oparty na nim serial o tym samym tytule.

## Fabuła
Pseudodokument przedstawia życie wampirów mieszkających współcześnie w stolicy Nowej Zelandii we wspólnym domu. Wszystkie wampiry posiadają nadprzyrodzone moce, w tym lewitację i zdolność do przemiany w zwierzęta. Viago to 379-letni dandys z XVII wieku, który wyruszył do Nowej Zelandii w 1910 roku w poszukiwaniu Katherine, miłości jego życia; Vladislav to 862-latek znany jako „Vladislav the Poker”, którego nawiedzają wspomnienia o swoim wrogu „Bestii”; a Deacon to 183-letni były handlarz i „młody buntownik” grupy, który został przemieniony w wampira przez Petyra – samotnego, 8000-letniego wampira, który zachowuje się jak dzikie zwierzę.
Każdej nocy Viago, Vladislav i Deacon jadą autobusem do miasta i grasują po ulicach Wellington w poszukiwaniu ludzi do zabijania. Ludzka pomocnica Deacona, Jackie, załatwia sprawy wampirom i zaciera pozostawione przez nich ślady krwi po posiłku. Jackie ma nadzieję osiągnąć nieśmiertelność i jest sfrustrowana tym, że Deacon, mimo obietnicy, nie planuje zmienić ją w wampira. Deacon prosi Jackie, aby przyprowadziła do ich mieszkania dziewice, którymi wampiry mogłyby się żywić. Jackie zwabia do mieszkania kobietę, która obraziła ją w szkole podstawowej i swojego byłego chłopaka Nicka. Mimo że żadne z nich nie jest już dziewicą, kobieta zostaje zabita, zaś Nick podejmuje próbę ucieczki. Gdy tylko wydostaje się na zewnątrz, zostaje złapany przez Petyra, który zamienia go w wampira.
Dwa miesiące później wampiry przyjmują Nicka do swojej grupy i zaprzyjaźniają się z jego ludzkim przyjacielem Stu, analitykiem komputerowym, który zapoznaje ich z nowoczesną technologią. Viago korzysta z Internetu, aby znaleźć Katherine, która jest teraz 96-letnią wdową mieszkającą w domu spokojnej starości w Wellington, a także na krótko nawiązuje kontakt ze swoim starym służącym Philipem.
Nick ma problemy z przystosowaniem się do życia wampira. Deacon nim pogardza, nie lubi nowo odkrytej popularności Nicka i jego nieostrożnego ujawniania swojego wampiryzmu nieznajomym. Jeden z tych nieznajomych, łowca wampirów, włamuje się w ciągu dnia do piwnicy ich mieszkaniu i zabija Petyra, wystawiając go na działanie promieni słonecznych.
Wampiry są wściekłe, gdy odkrywają, że Nick pośrednio spowodował śmierć Petyra. Deacon próbuje zabić Nicka, ale przeszkadza mu policja. Viago hipnotyzuje ich, by nie dostrzegli niczego niezwykłego. Gdy policja wychodzi, Nick zostaje wygnany z mieszkania przez pozostałe wampiry.
Kilka miesięcy później wampiry otrzymują zaproszenie na coroczną Unholy Masquerade, organizowaną dla lokalnej populacji wampirów, zombie i czarownic. Vladislav odmawia udziału po tym, jak dowiedział się, że „Bestia” będzie gościem honorowym. Kiedy Viago i Deacon przybywają na bal, widzą Nicka, Stu i Jackie, która ostatecznie została przemieniona w wampira przez Nicka. Wychodzi na jaw, że „Bestia” to była dziewczyna Vladislava, Pauline. Kiedy okazuje się, że Stu i ekipa filmowa to ludzie, goście imprezy grożą, że ich zabiją i wypiją ich krew. Vladislav przybywa na bal i walczy z nowym chłopakiem Pauline, Julianem. Stu nabija Juliana na maszt flagowy, następnie wampiry i ekipa filmowa uciekają razem z nim z balu. W drodze powrotnej spotykają swoich rywali – watahę wilkołaków, którzy przemieniają się podczas pełni księżyca. Stu i jeden z operatorów zostają poturbowani. Wampiry myślą, że Stu nie żyje i opłakują jego śmierć.
Po pewnym czasie Nick wraca do mieszkania ze Stu, który ujawnia, że przeżył atak i przemienił się w wilkołaka. Dzięki namowom Stu wataha odwiedza wampiry wraz ze Stu, a Nick zostaje ponownie przyjęty do grupy wampirów. Viago odnawia kontakt i ożywia swój romans z Katherine, którą zamienia w wampirzycę. Sceny podczas napisów końcowych ujawniają, że Vladislav wrócił do Pauline, powtarzając cykl tortur, które sam sobie zadał w związku z jej związkiem; a mąż Jackie jest teraz jej pomocnikiem. Scena po napisach pokazuje Deacona, który próbuje zahipnotyzować publiczność, by zapomniała o wydarzeniach z filmu.
Film jest pełen żartów nawiązujących nie tylko do popularnych cech wampirów, ale też w zabawny sposób komentuje przystosowanie się wampirów do realiów obecnego świata. Wampiry mają wiele kłopotów – szukają ofiar, unikają światła słonecznego oraz łowców wampirów, toczą walki z wilkołakami, ale też uczą się korzystać z nowoczesnych technologii, takich jak internet.

## Obsada
Źródło: Filmweb.

- Jemaine Clement – Vladislav
- Taika Waititi – Viago
- Rhys Darby – Anton
- Jonny Brugh – Deacon
- Cori Gonzalez-Macuer – Nick
- Stuart Rutherford – Stu
- Ben Fransham – Petyr
- Jackie van Beek – Jackie
- Elena Stejko – Pauline Ivanovich
- Jason Hoyte – Julian
- Ian Harcourt – zombie
- Chelsie Preston Crayford – Josephine
- Karen O’Leary – O’Leary
- Mike Minogue – Minogue
- Yvette Parsons – Carol
- Madeleine Sami – Morana

## Produkcja
Film oparty jest na krótkometrażowym filmie z 2005 roku – What We Do In The Shadows: Interviews With Some Vampires – napisanym i wyreżyserowanym przez Waititi i Clementa, z udziałem Jonny’ego Brugha, Cori Gonzalez-Macuer i Stu Rutherforda w rolach Deacona, Nicka i Stu.
Stu Rutherford to technik IT i przyjaciel Waititi z liceum w prawdziwym życiu. Początkowo powiedziano mu, że będzie miał tylko niewielką rolę w filmie, żeby zachowywał się bardziej naturalnie podczas kręcenia filmu. Aż do premiery filmu nie zdawał sobie sprawy, że jego rola była tak ważna.

## Odbiór

### Box office
Budżet filmu wyniósł 1,6 miliona dolarów. W Stanach Zjednoczonych i Kanadzie film zarobił prawie trzy i pół mln USD. W innych krajach przychody wyniosły pięć milionów dolarów, a łączny przychód z biletów osiem i pół miliona.

### Krytyka w mediach
Film spotkał się z dobrą reakcją krytyków. W serwisie Rotten Tomatoes 96% z 178 recenzji jest pozytywne, a średnia ocen wyniosła 7,85/10. Na portalu Metacritic średnia ocen z 33 recenzji wyniosła 76 punktów na 100.

### Nagrody
Wybrane nagrody na podstawie IMDb:
- Międzynarodowy Festiwal Filmowy w Berlinie (2014) – nominacja: Kryształowy Niedźwiedź w sekcji Generation 14plus – Jemaine Clement oraz Taika Waititi (najlepszy film)
- Międzynarodowy Festiwal Filmowy w Toronto (2014) – wygrana: Nagroda Publiczności – Jemaine Clement oraz Taika Waititi (Midnight Madness)
- Warszawski Międzynarodowy Festiwal Filmowy (2014) – wygrana: Nagroda Publiczności – Jemaine Clement oraz Taika Waititi (film fabularny)
- Nagroda Saturn (2016) – nominacja: najlepszy horror